# Греко-испанские отношения
Греко-испанские отношения — двусторонние дипломатические отношения между Грецией и Испанией.
Государства являются членами Европейского союза, НАТО, Организации по безопасности и сотрудничеству в Европе (ОБСЕ), Организации экономического сотрудничества и развития (ОЭСР), Союза для Средиземноморья и Организации Объединённых Наций (ООН).

## История
В античные времена части средиземноморского побережья Испании были колонизированы греками (Эмпорион и Росас в Каталонии и, возможно, Сагунто и Дения около Валенсии). В позднем средневековье части Греции попали под власть Арагонской короны (Афинское герцогство и герцогство Неопатрия). Художник эпохи Возрождения Доменикос Теотокопулос (Эль Греко) был греческого происхождения, как и королева Испании София. Еще одна культурная связь между двумя странами — это сефардская еврейская община Греции, особенно евреи в Салониках, которые традиционно говорили на еврейско-испанском языке. Государства являются воротами Европы и имеют схожую греко-латинскую и средиземноморскую культуру, как Италия и Португалия. Страны придерживаются близких позиций в отношении международно-правового статуса Косова.

## Двусторонние соглашения
Между странами заключены следующие соглашения: Соглашение о научно-техническом сотрудничестве (1972 год), Соглашение о воздушном сотрудничестве (1975 год), Соглашение об избежании двойного налогообложения доходов или капитала (2000 год).

## Визиты на высоком уровне
В феврале 2006 года министр иностранных дел Испании Мигель Анхель Моратинос посетил с официальным визитом Афины. В июле 2008 года был осуществлён визит председателя правительства Испании Хосе Луиса Родригеса Сапатеро в Грецию.

## Дипломатические представительства
- Греция имеет посольство в Мадриде[3].
- Испания содержит посольство в Афинах[4].